# Pirlar
Pirlar est un village de la région de Khodjaly en Azerbaïdjan. Elle compte 405 habitants en 2005.